# Algar do Miradoiro
O Algar do Miradoiro é uma gruta portuguesa localizada na freguesia da Candelária, concelho da Madalena do Pico ilha do Pico, arquipélago dos Açores.
Esta cavidade apresenta uma geomorfologia de origem vulcânica em forma de algar com cone vulcânico e cratera. Apresenta uma profundidade de 40 m.